# Lasse Mollby
Nils "Lasse Mollby" Svante Larsson, född 24 februari 1907 i Mjölby, död där 12 februari 1971, var en svensk musiker med piano och dragspel som främsta instrument. Han var son till Theodor "Skånska Lasse" Larsson. Mollby började som biografpianist och turnerade sedan med sin far och blev därefter restaurangmusiker. Under flera år var han ett populärt inslag vid Friluftsfrämjandets turiststation Lapplandia vid Riksgränsen. 
Mollby skrev ett större antal bondkomikervisor, i början ofta under signaturen "Skånska Lasse J:r", men senare som "Lasse Mollby", vilket är det namn han mest förknippas med. Några kompositioner sjöng han också in på skiva. De mest kända är Petter och Frida, Swing på Ararat och Ett dragspel på jorden. 
Han var bror till Rolf Larsson och Walter Larsson, vilken också använde sig av namnet Skånska Lasse J:r.